# Om Records
Om Records — американский лейбл звукозаписи, основанный в 1995 году в Сан-Франциско Кристофером Смитом. Специализируется на танцевальной музыке.

## Альбомы
- Soulstice — Illusions (2001)
- Andy Caldwell — Universal Truth (2006)
- Rithma — Music Fiction (2000)
- Mark Farina — Air Farina (2004)
- Mark Farina — Connect (2003)
- Colossus — West Oaktown (2005)
- DJ Colette — Hypnotized (2005)
- Kaskade — It’s You, It’s Me
- Strange Fruit Project — The Healing (2006)
- Zion I & The Grouch — Heroes in the City of Dope (2006)
- Bassnectar — Underground Communication (2007)
- Miguel Migs — Those Things (2007) (on Migs' own 'Salted' label, a sublabel of OM Records)
- Chuck Love — Bring Enough to Spill Some (2007)
- Zeph & Azeem — Rise Up (2007)
- Samantha James — Rise (2007)